# بوتزهایم
بوتزهایم (به فرانسوی: Bootzheim) یک کمون در فرانسه است که در Unterelsaß واقع شده‌است. بوتزهایم ۵٫۹۱ کیلومتر مربع مساحت دارد.